# IBeacon

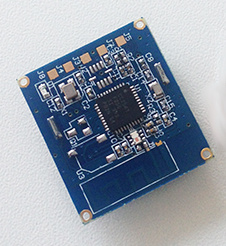
iBeacon-Sendemodul

Der Markenname iBeacon ist ein 2013 von Apple eingeführter, proprietärer Standard zur Lokalisierung in geschlossenen Räumen, basierend auf Bluetooth Low Energy (BLE).
Das Verfahren wird ab iOS 7 bzw. Android Version 4.3 unterstützt und kann somit ab dem iPhone 4s, iPad (dritte Generation) und iPod Touch (fünfte Generation) sowie aktuellen Android-Geräten genutzt werden. Apple hat keine exklusiven Patentrechte an den technischen Merkmalen.

## Einzelheiten
Das Wort Beacon leitet sich von dem englischen Begriff für Bake oder Leuchtfeuer ab und benennt das Funktionsprinzip. iBeacon basiert auf einem Sender-Empfänger-Prinzip. Dazu werden im Raum kleine Sender (Beacons) als Signalgeber platziert, die in festen Zeitintervallen Signale senden. Kommt ein Empfänger – z. B. ein Smartphone mit einer installierten App, die für den Empfang von iBeacon-Signalen konfiguriert ist – in die Reichweite eines Senders, kann die Universally Unique Identifier (UUID) des Senders identifiziert und seine Signalstärke gemessen werden. Sind mindestens drei Beacons in Reichweite des Endgeräts, lässt sich z. B. durch Trilateration oder das Fingerprinting-Verfahren die Position des Empfängers im zweidimensionalen Raum errechnen. Zur Ermittlung eines Standortes in einem dreidimensionalen Raum sind vier Beacons in Reichweite erforderlich.
iBeacons können selbst keine Push-Benachrichtigungen auf Empfangsgeräte senden, Nutzerdaten sammeln oder speichern. Sie senden lediglich Informationen zur eigenen Identität (die Werte UUID, Major und Minor).
Die Datenübertragung geschieht hierbei über die von Nokia bereits im Jahre 2006 vorgestellte Bluetooth-Low-Energy(BLE)-Technologie, welche extrem energiesparend arbeitet. Da die Batterien in den Modulen nur sehr selten ausgewechselt werden müssen, kommt die Technologie häufig in Geräten wie Smartwatches und Gamepads zum Einsatz. Zudem können abhängig vom Standort gezielt Informationen auf dem Smartphone angezeigt werden. iBeacon-Module erreichen eine Reichweite von bis zu 30 Metern und zeichnen sich durch einen geringen Stromverbrauch aus. Je nach Signalstärke wird der gemessene Abstand zum iBeacon dabei in vier Kategorien Unknown (unbekannt), Immediate (bis 50 cm), Near (bis 2 m) oder Far (bis 30 m) eingeteilt.
Inzwischen gibt es auch alternative Standards mit demselben Zweck, wie zum Beispiel Eddystone, ein von Google im Jahr 2015 veröffentlichter Standard oder die Alt Beacons des Herstellers Radius Networks.

## Anwendungsbeispiele

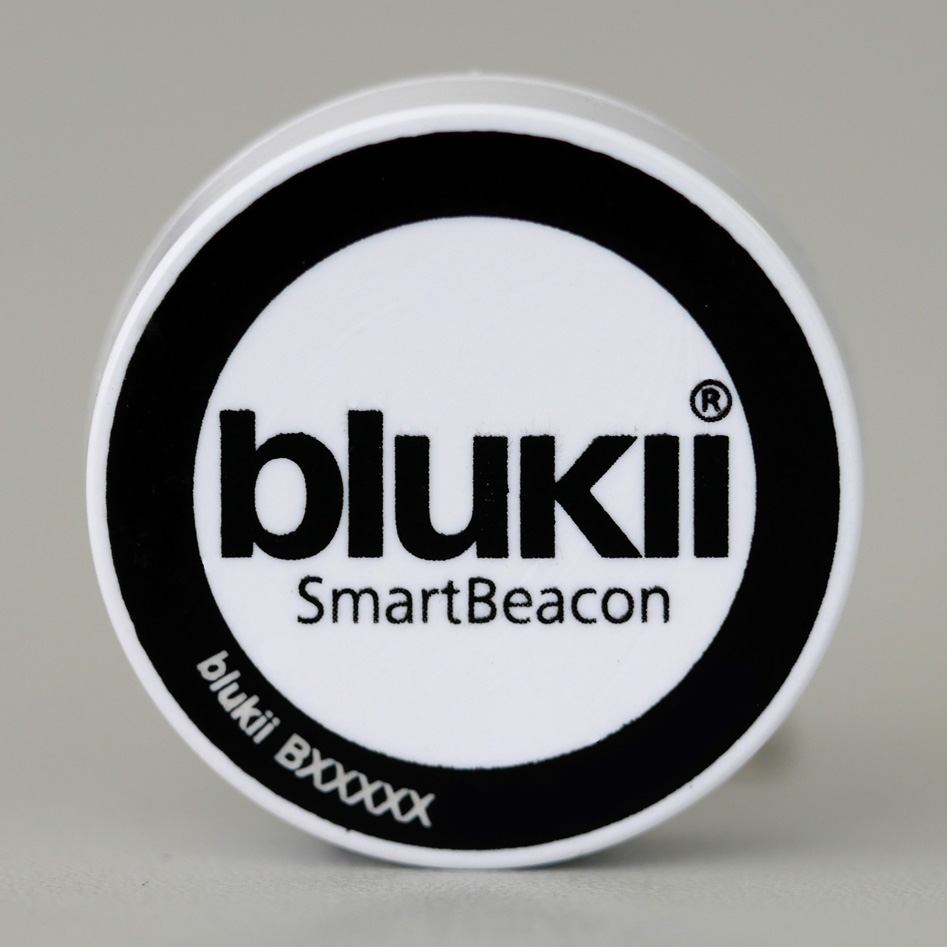
Ausführungsbeispiel eines iBeacons in einem kreisrunden Kunststoffgehäuse (Durchmesser 30 Millimeter)

### Stationärer Einzelhandel
Basierend auf iBeacon sind eine Reihe von Diensten möglich: Diese reichen von der gezielten Einblendung von Produktinformationen am Point of Sale (POS) über Sonderangebote, Lenkung der Besucherwege beim Betreten eines Geschäftes bis zum mobilen Einkauf im Einzelhandel. Zudem erlauben die erfassten Daten eine detaillierte Analyse des Kaufverhaltens im Einzelhandel. In den Vereinigten Staaten hatte Apple Inc. 2013 begonnen, die eigenen Verkaufsstellen mit iBeacon auszustatten.

### Sport
In den USA haben über 20 Baseballstadien mittlerweile iBeacons installiert, um den Besuchern die Navigation im Stadion zu vereinfachen oder spontan Sitzplatzupgrades zu pushen.  Auch Besucherströme können effizienter gestaltet werden: Bei der Ankunft am Stadion werden die Besucher zum Eingang mit der kürzesten Schlange geleitet.

### Museum
Im Museum können Besucher anhand von Beacons, die an einzelnen Ausstellungsstücken angebracht sind, durch das Museum geleitet werden. An einem Ausstellungsstück angekommen werden weitere Informationen per App bereitgestellt. Das Smartphone ersetzt in diesem Fall spezielle Geräte für Audio-Guides. Das Museum of Modern Art (MOMA) in New York verwendete 2015 Beacons für interaktive Audiokompositionen innerhalb einer Ausstellung zum Werk der isländischen Künstlerin Björk.

### Stadtführung
Die Technologie wird auch für Stadtführungen eingesetzt. Die Sender werden dabei an wichtigen Gebäuden, historischen Orten oder auch als Hinweis auf lokale Gastronomie angebracht. Der Nutzer kann dabei auf mobile Datenverbindung und GPS-Ortung verzichten. In Deutschland ist seit April 2016 in der Stadt Bielefeld, Stadtteil Gadderbaum, ein Beacon-Netzwerk in Betrieb, das von den dort ansässigen Stiftungen Bethel betrieben wird. Mit einer App können Besucher, sowie Bewohner, Informationen zu den historischen Gebäuden und sozialen und medizinischen Einrichtungen erhalten.

### Industrie 4.0
Beacons werden im Bereich der industriellen Produktion zur Identifikation von Werkstücken, Maschinen und Mitarbeitern eingesetzt. Insbesondere im Bereich Industrie 4.0 werden so  Anwendungen für die Vernetzung von Produktionsprozessen mit mobilen Anwendungen auf Smartphone und Tablet realisiert.

### Pilotprojekt Gesichtserkennung der deutschen Bundespolizei
Die Bundespolizei setzt beim Pilotprojekt zur Gesichtserkennung am Bahnhof Berlin Südkreuz in Berlin seit August 2017 iBeacons ein, um die Anwesenheit von Testpersonen während der Videoüberwachung feststellen zu können.